# أنا مدين حياتي لكوربن بلو (فلم)
أنا مدين حياتي لكوربن بلو هو فيلم كوميدي قصير، من بطولة كوربن بلو، دريك بيل، أندرو كالدويل وإخراج لأول مرة المدير ديب هاجان. وكان أفرج عنه في 3 ديسمبر 2010، من قبل إم جي إم.

## القصة
جديد، فيلم قصير بعنوان «أنا مدين حياتي لكوربن بلو» الذي يعرض على 3 ديسمبر 2010 في مهرجان الفيلم الكوميدي هيوستن. وهنا وصف الفيلم:
| أنا مدين حياتي لكوربن بلو (فلم) | ويأملون في النجاح، المهوسون بالإنترنت اثنين منهم خططوا لترك ثروة لوثن المشاهير لديهم لم يلتق قط. ولكنها تحولت الجداول عندما تقرر أن المشاهير يريد أن النقدية في ثروته وليس قريبا وليس آجلاا. | أنا مدين حياتي لكوربن بلو (فلم) |

## طاقم التمثيل
- كوربن بلو: كوربن
- دريك بيل: دريك
- سارة هايلاند: سارة
- أندرو كالدويل: أندي
- ريان بينكستون: بينكستون
- سترلنغ نايت: سترلنغ
- برنت تارنول: برنت
- روبي فوكس: المحامي جيري